# Liste des Unions adventistes
L'Église adventiste du septième jour est une organisation religieuse internationale du christianisme protestant. Selon Adherents.com, c’est la douzième plus grande organisation religieuse dans le monde, la sixième de par son expansion internationale et la deuxième organisation religieuse internationale en nombre d'adhérents. Adherents.com définit « une organisation religieuse internationale » comme étant à la fois :
1. une organisation qui est une structure unique, et non une branche religieuse, une famille de dénominations religieuses, une association ou une communion de plusieurs groupes religieux,
2. une organisation qui possède une direction ou une convention centrale reconnue regroupant des membres individuels ou des adhérents,
3. une organisation qui détient une structure internationale, et non locale, régionale ou nationale.
4. une organisation ayant au moins 30% d'adhérents qui vivent ailleurs que dans le pays au nombre d'adhérents le plus élevé[1].

La structure de l’Église adventiste du septième jour comprend quatre niveaux d’organisation, les Divisions étant des branches régionales (régions du monde) de la Conférence générale :
- Églises locales - rattachées à une Union, une Fédération ou une Mission. 
  - Fédérations, Missions - rattachées à une Union. 
    - Unions - rattachées à une Division.
      - Divisions - branches régionales de la Conférence générale.
        - Conférence générale - direction mondiale de l’Église adventiste.

Une Union est habituellement une administration intermédiaire entre la direction mondiale (Conférence générale-Divisions) et les directions locales (Fédérations-Missions).
« Union des églises adventistes du septième jour de... » (nom de la région) est l'expression française communément utilisée pour désigner une Union. Cependant la liste ci-dessous indique la qualité administrative d'une Union : 
- Union de fédérations - Des fédérations et des missions y sont rattachées. Elle est autonome sur le plan administratif.
- Union de missions - Des fédérations et des missions y sont rattachées mais elle est semi-autonome administrativement. Certaines décisions sont prises par sa Division.
- Union d'églises - Des églises sont directement rattachées à cette Union. Elle peut être autonome ou semi-autonome sur le plan administratif.

Il faut noter que dans quelques cas (compte tenu de conditions particulières), certaines Missions et territoires sont rattachés directement au siège d'une Division.

## Unions - sièges administratifs
Nom, date d'organisation, territoire et siège de chaque Division, et de ses Unions et autres entités qui y sont directement rattachées : 

### Afrique et Moyen-Orient

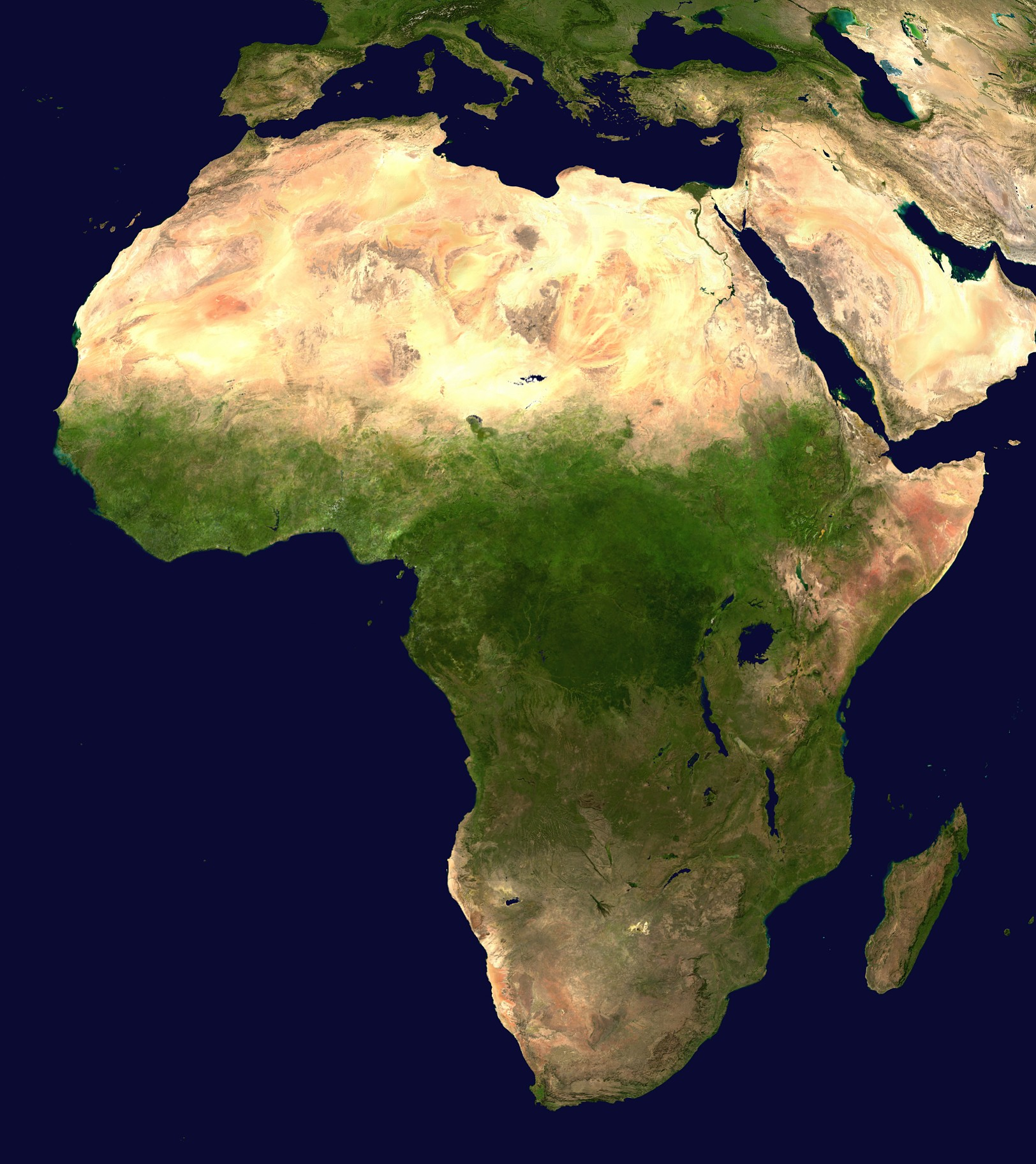
L'Afrique et le Moyen-Orient

| Division de l'Afrique du Centre-Ouest     | Organisée en 2003 | Territoire                                                                         | Abidjan, Côte d'Ivoire            |
| ----------------------------------------- | ----------------- | ---------------------------------------------------------------------------------- | --------------------------------- |
| Union de missions d'Afrique centrale      | 1949              | République centrafricaine, Tchad, Guinée équatoriale, Gabon et République du Congo | Bangui, République centrafricaine |
| Union de missions du Cameroun             | 2014              | Cameroun                                                                           | Yaoundé, Cameroun                 |
| Union de missions du Nigeria du Nord      | 1972              | Nigeria                                                                            | Abuja, Nigeria                    |
| Union de missions du Nigeria de l’Est     | 2004              | Nigeria                                                                            | Abayi Aba, Nigeria                |
| Union de missions du Nigeria de l’Ouest   | 2014              | Nigeria                                                                            | Lagos, Nigeria                    |
| Union de missions du Ghana du Nord        | 2014              | Ghana                                                                              | Kumasi, Ghana                     |
| Union de fédérations du Ghana du Sud      | 2014              | Ghana                                                                              | Accra, Ghana                      |
| Union de missions du Sahel de l'Ouest     | 2014              | Cap-Vert, Côte d'Ivoire, Guinée, Guinée-Bissau, Mauritanie, Sénégal                | Dakar, Sénégal                    |
| Union de missions du Sahel de l'Est       | 2014              | Bénin, Burkina Faso, Mali, Niger, et Togo                                          | Lomé, Togo                        |
| Union de missions de l'Afrique de l'Ouest | 1973              | Gambie, Liberia et Sierra Leone                                                    | Monrovia, Liberia                 |

| Division de l'Afrique du Centre-Est   | Organisée en 2003 | Territoire                                             | Nairobi, Kenya                               |
| ------------------------------------- | ----------------- | ------------------------------------------------------ | -------------------------------------------- |
| Union de missions d’Afrique de l’Est  | 1921              | Angola, Kenya et Somalie                               | Nairobi, Kenya                               |
| Union de missions du Congo de l’Ouest | 1925              | République démocratique du Congo                       | Kinshasa, République démocratique du Congo   |
| Union de missions du Congo de l’Est   | 1925              | République démocratique du Congo                       | Lubumbashi, République démocratique du Congo |
| Union de missions d’Éthiopie          | 1923              | Éthiopie et Djibouti                                   | Addis-Abeba, Éthiopie                        |
| Union de missions du Rwanda           | 1960              | Rwanda                                                 | Kigali, Rwanda                               |
| Union de missions de la Tanzanie      | 1903              | Tanzanie                                               | Arusha, Tanzanie                             |
| Union de missions de l’Ouganda        | 1987              | Ouganda                                                | Kampala, Ouganda                             |
| Mission d’Érythrée                    | 1907              | Érythrée                                               | Asmara, Érythrée                             |
| Association du Burundi                | 1931              | Burundi                                                | Bujumbura, Burundi                           |
| Territoire du Congo du Nord-Est       | 2003              | République démocratique du Congo                       | Goma, République démocratique du Congo       |
| Territoire du Grand Bahr El Ghazal    | 2012              | États de la région Bahr El Ghazal et le sud de Jonglei | Wau, Soudan du Sud                           |
| Territoire du Grand Équatoria         | 2012              | États de la région Équatoria                           | Djouba, Soudan du Sud                        |
| Territoire du Grand Nil Supérieur     | 2012              | États de Unité, Nil Supérieur et le nord de Jonglei    | Malakal, Soudan du Sud                       |

| Division de l'Afrique australe et de l'Océan Indien | Organisée en 2003 | Territoire                                                                                  | Pretoria, Afrique du Sud       |
| --------------------------------------------------- | ----------------- | ------------------------------------------------------------------------------------------- | ------------------------------ |
| Union de missions de l'Angola du Sud-Ouest          | 1925              | Angola                                                                                      | Huambo, Angola                 |
| Union de missions de l'Angola du Nord-Est           | 2010              | Angola                                                                                      | Luanda Sul, Angola             |
| Union de missions du Botswana                       | 2004              | Botswana                                                                                    | Gaborone, Botswana             |
| Union de missions de l'Océan Indien                 | 1938              | Îles Kerguelen, Madagascar, Île Maurice, Mayotte, la Réunion, Rodrigues et Seychelles       | Antananarivo, Madagascar       |
| Union de missions de Malawi                         | 1925              | Malawi                                                                                      | Blantyre, Malawi               |
| Union de missions du Mozambique                     | 1933              | Mozambique                                                                                  | Maputo, Mozambique             |
| Union de fédérations d'Afrique du Sud               | 1902              | Sainte-Hélène, Ascension et Tristan da Cunha, Lesotho, Namibie, Afrique du Sud et Swaziland | Bloemfontein, Afrique du Sud   |
| Union de fédérations de Zambie                      | 1972              | Zambie                                                                                      | Lusaka, Zambie                 |
| Union de fédérations du Zimbabwe                    | 1919              | Zimbabwe                                                                                    | Bulawayo, Zimbabwe             |
| Mission de São Tomé-et-Príncipe                     | 1947              | Sao Tomé-et-Principe                                                                        | São Tomé, Sao Tomé-et-Principe |

| Territoires rattachés à la Conférence générale | Organisés en | Territoire | Siège             |
| ---------------------------------------------- | ------------ | --- | ----------------- |
| Union de missions du Grand Moyen-Orient        | 2012         | Afghanistan, Algérie, Arabie saoudite, Bahreïn, Partie nord de Chypre, Égypte, Émirats arabes unis, Irak, Iran, Jordanie, Koweït, Liban, Libye, Maroc, Oman, Qatar, Sahara occidental, Syrie, Soudan, Tunisie, Turquie et le Yémen | Beyrouth, Liban   |
| Territoire d'Israël                            | 1931         | Israël | Jérusalem, Israël |

### Europe

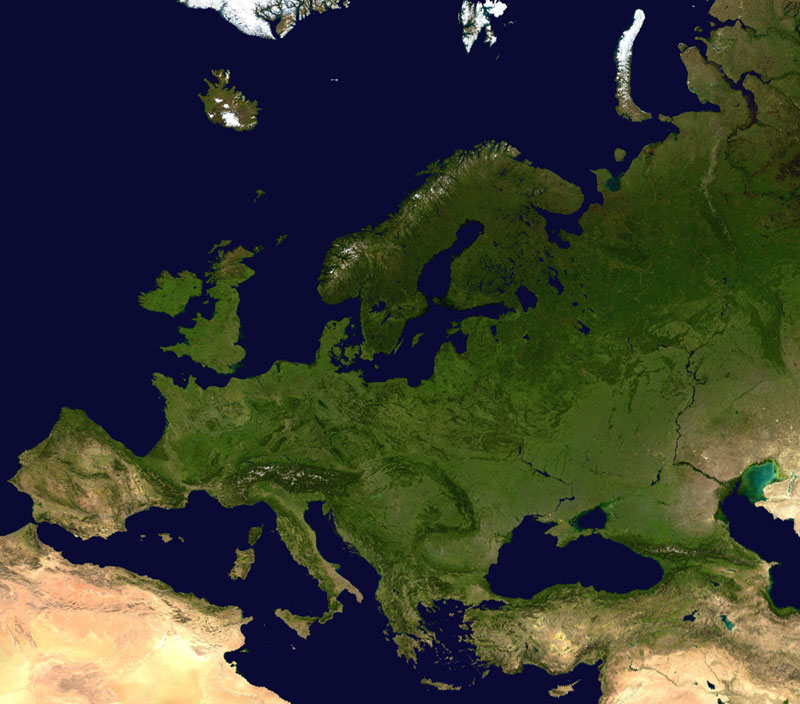
L'Europe

| Division inter-européenne                | Organisée en 2012 | Territoire | Berne, Suisse            |
| ---------------------------------------- | ----------------- | --- | ------------------------ |
| Union d'églises d’Autriche               | 1947              | Autriche | Vienne, Autriche         |
| Union d'églises de Bulgarie              | 1920              | Bulgarie | Sofia, Bulgarie          |
| Union de fédérations Franco-belge        | 1928              | Belgique, France, Luxembourg et Monaco | Dammarie-les-Lys, France |
| Union de fédérations Tchèco-slovaque     | 1919              | République tchèque et Slovaquie | Prague, Tchéquie         |
| Union d'églises d’Italie                 | 1928              | Italie, Malte et Saint-Marin | Rome, Italie             |
| Union de fédérations d’Allemagne du Nord | 1909              | États de Berlin, Brandebourg, Basse-Saxe, Saxe, Saxe-Anhalt, Thuringe, Mecklembourg, Schleswig-Holstein, Hambourg et Rhénanie-du-Nord-Westphalie | Hanovre, Allemagne       |
| Union de fédérations d’Allemagne du Sud  | 1912              | États de Bavière, Wurtemberg-Bade, Rhénanie-Palatinat, Sarre et Hesse                                                                            | Ostfildern, Allemagne    |
| Union d'églises du Portugal              | 1904              | Açores, Madère et Portugal | Lisbonne, Portugal       |
| Union de fédérations de Roumanie         | 1919              | Roumanie | Bucarest, Roumanie       |
| Union d’églises d’Espagne                | 1903              | Andorre, Ceuta, Gibraltar et Espagne | Madrid, Espagne          |
| Union de fédérations de Suisse           | 1928              | Suisse et Liechtenstein | Zurich, Suisse           |

| Division trans-européenne                | Organisée en 1928 | Territoire                                                     | St Albans, Royaume-Uni             |
| ---------------------------------------- | ----------------- | -------------------------------------------------------------- | ---------------------------------- |
| Union de fédérations de l'Adriatique     | 1999              | Albanie, Croatie et Slovénie                                   | Zagreb, Croatie                    |
| Union de fédérations des Baltiques       | 1924              | Estonie, Lettonie et Lituanie                                  | Riga, Lettonie                     |
| Union de fédérations Britannique         | 1902              | Angleterre, Écosse, Irlande, Irlande du Nord et Pays de Galles | Watford, Royaume-Uni               |
| Union d'églises du Danemark              | 1880              | Danemark, Groenland et Îles Féroé                              | Naerum, Danemark                   |
| Union de fédérations de la Finlande      | 1909              | Finlande                                                       | Tampere, Finlande                  |
| Union de fédérations de la Hongrie       | 1912              | Hongrie                                                        | Pécel, Hongrie                     |
| Union de fédérations de la Hollande      | 1938              | Hollande                                                       | Huis ter Heide[Lequel ?], Pays-Bas |
| Union de fédérations de la Norvège       | 1931              | Norvège                                                        | Royse, Norvège                     |
| Union de fédérations de la Pologne       | 1921              | Pologne                                                        | Varsovie, Pologne                  |
| Union de fédérations d’Europe du Sud-Est | 1925              | Bosnie-Herzégovine, Monténégro, Serbie et Macédoine            | Belgrade, Serbie                   |
| Union d'églises de la Suède              | 1901              | Suède                                                          | Stockholm, Suède                   |
| Mission de la Grèce                      | 1903              | Grèce                                                          | Athènes, Grèce                     |
| Fédération islandaise                    | 1914              | Islande                                                        | Reykjavik, Islande                 |
| Section de Chypre                        | 1988              | Partie sud de Chypre                                           | Strovolos, Chypre                  |

### Amériques

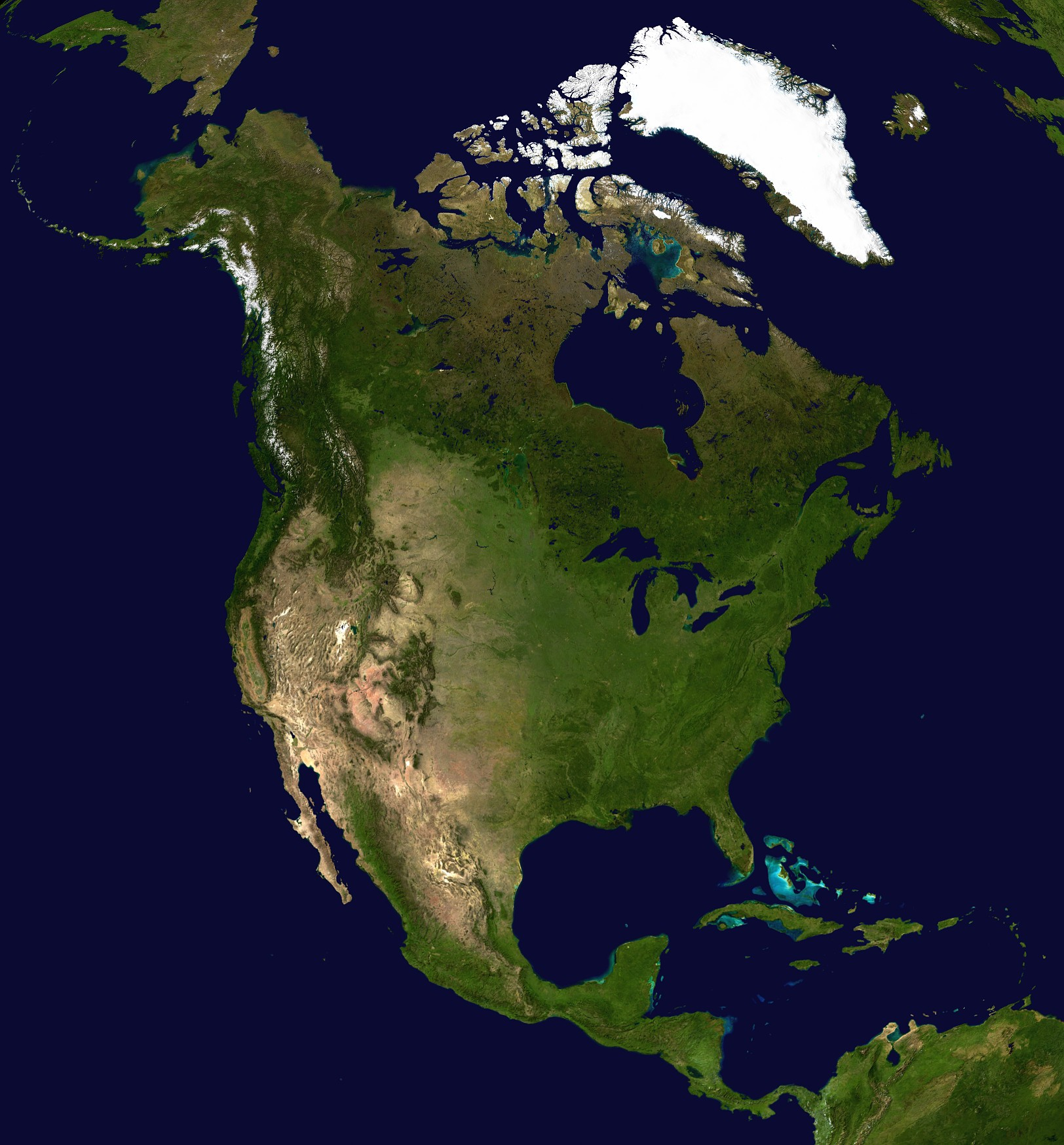
L'Amérique du Nord et les Caraïbes

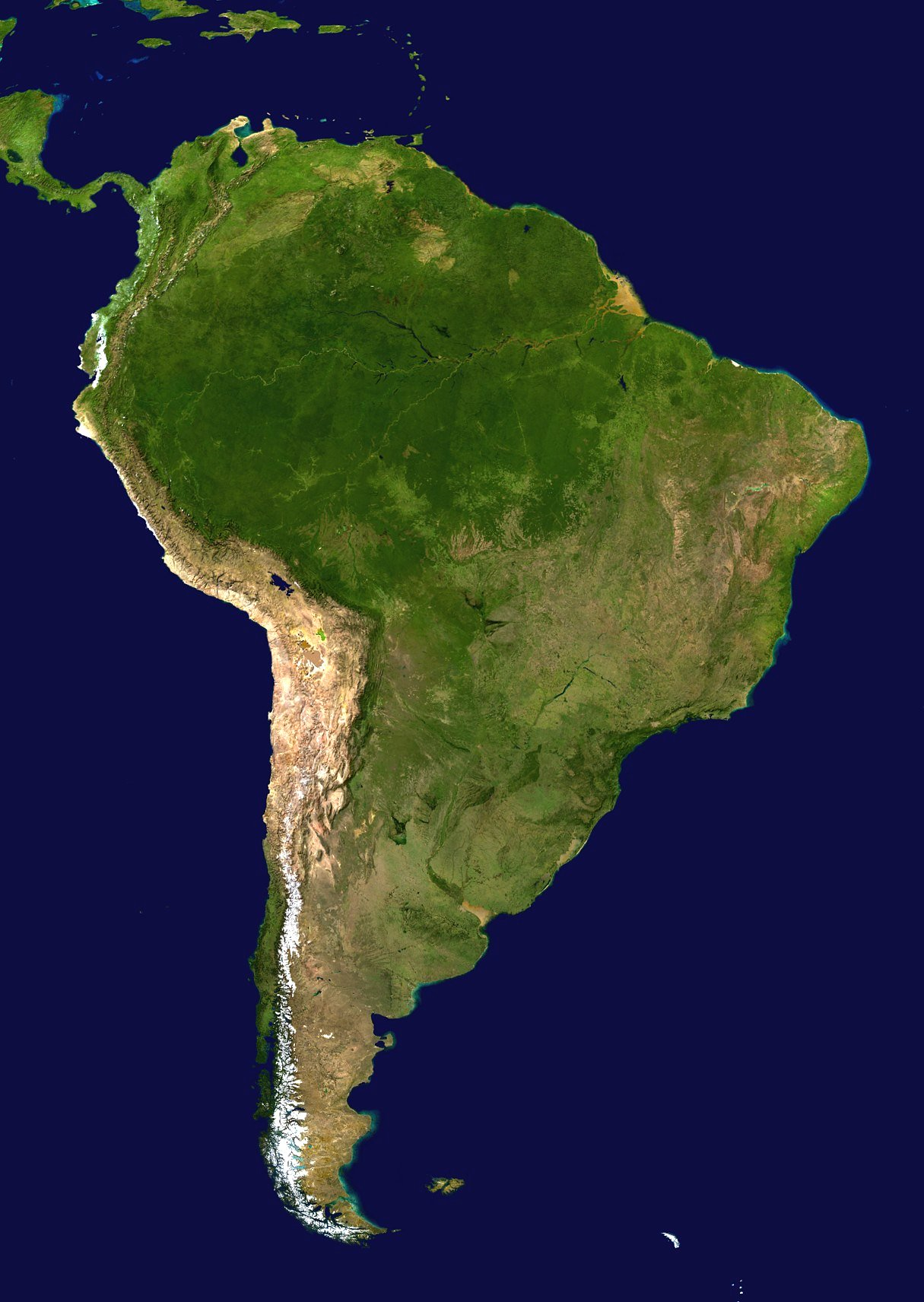
L'Amérique du Sud

| Division nord-américaine                     | Organisée en 1913 | Territoire                                                                                                 | Columbia, Maryland, États-Unis             |
| -------------------------------------------- | ----------------- | --- | ------------------------------------------ |
| Union de fédérations de l'Atlantique         | 1901              | Bermude, Connecticut, Maine, Massachusetts, New Hampshire, New York, Rhode Island et Vermont               | South Lancaster, Massachusetts, États-Unis |
| Union de fédérations du Canada               | 1901              | Canada | Oshawa, Ontario, Canada                    |
| Union de fédérations de Columbia             | 1907              | Delaware, Maryland, New Jersey, Ohio, Pennsylvanie, Virginie, Virginie-Occidentale et district de Columbia | Columbia, Maryland, États-Unis             |
| Union de fédérations des Lacs                | 1901              | Illinois, Indiana, Michigan et Wisconsin                                                                   | Berrien Springs, Michigan, États-Unis      |
| Union de fédérations du Centre de l'Amérique | 1980              | Colorado, Iowa, Kansas, Minnesota, Missouri, Nebraska, Dakota du Nord, Dakota du Sud et le Wyoming         | Lincoln, Nebraska, États-Unis              |
| Union de fédérations du Pacifique Nord       | 1906              | Alaska, Idaho, Montana, Oregon, et Washington                                                              | Vancouver, Washington, États-Unis          |
| Union de fédérations du Pacifique            | 1901              | Arizona, Californie, Hawaï, Nevada, Utah, Atoll Johnston et les îles Midway                                | Westlake Village, Californie, États-Unis   |
| Union de fédérations du Sud                  | 1901              | Alabama, Florida, Géorgie, Kentucky, Mississippi, Caroline du Nord, Caroline du Sud et Tennessee           | Decatur, Géorgie, États-Unis               |
| Union de fédérations du Sud-Ouest            | 1902              | Arkansas, Louisiane, Nouveau-Mexique, Oklahoma et Texas                                                    | Burleson, Texas, États-Unis                |
| Mission de Guam-Micronésie                   | 1948              | Guam, Wake, États fédérés de Micronésie, îles Marshall, îles Mariannes du Nord et Palaos                   | Agana Heights, Guam                        |

| Division inter-américaine                                    | Organisée en 1922 | Territoire | Miami, États-Unis                      |
| ------------------------------------------------------------ | ----------------- | --- | -------------------------------------- |
| Union d'églises du Belize                                    | 1929              | Belize | Belize City, Belize                    |
| Union de fédérations de la Caraïbe                           | 1926              | Anguilla, Antigua, Barbuda, Barbade, Îles Vierges britanniques, Carriacou, Dominique, Grenade, Guyana, Montserrat, Sainte-Lucie, Saint-Christophe-et-Niévès, Saint-Vincent-et-les-Grenadines, Suriname, Trinité-et-Tobago, Îles Vierges des États-Unis | Maraval, Trinité-et-Tobago             |
| Union de fédérations de la Colombie                          | 1927              | Colombie | Medellín, Colombie                     |
| Union de missions de la Colombie du Sud                      | 2010              | Colombie | Bogota, Colombie                       |
| Union de fédérations de Cuba                                 | 1905              | Cuba | La Havane, Cuba                        |
| Union de fédérations Dominicaine                             | 1994              | République dominicaine | Saint-Domingue, République dominicaine |
| Union de fédérations de la Jamaïque                          | 1944              | Jamaïque | Mandeville, Jamaïque                   |
| Union de missions de la Caraïbe atlantique                   | 2010              | Bahamas, Îles Caïmans, Îles Turks-et-Caïcos | Nassau, Bahamas                        |
| Union de fédérations de Porto Rico                           | 1994              | Porto Rico | Mayagüez, Porto Rico                   |
| Union de fédérations des Antilles et de la Guyane françaises | 1989              | Guadeloupe, Saint-Martin, Saint-Barthélemy, Guyane, Martinique | Fort-de-France, Martinique             |
| Union de missions d’Haïti                                    | 1989              | Haïti | Port-au-Prince, Haïti                  |
| Union de fédérations du Mexique du Nord                      | 1923              | États de Basse-Californie, Basse-Californie du Sud, Chihuahua, Coahuila, Colima, Durango, Jalisco, Nayarit, Nuevo León, San Luis Potosí, Sinaloa, Sonora, Tamaulipas et Zacatecas                                                                      | Montemorelos, Mexique                  |
| Union de fédérations du Mexique Inter-océanique              | 2001              | États de Guerrero, Hidalgo, Morelos, Oaxaca, Puebla, État de Tlaxcala, Veracruz, le sud de Tabasco | Puebla, Mexique                        |
| Union de missions du Centre du Mexique                       | 2008              | États de Aguascalientes, Guanajuato, Michoacán, Querétaro, District fédéral de Mexico et le sud de l'État de Mexico | Mexico, Mexique                        |
| Union de fédérations du Mexique du Sud-Est                   | 2012              | États de Campeche, Quintana Roo et Yucatán | Mérida, Mexique                        |
| Union de missions du Chiapas                                 | 2012              | État du Chiapas | Tuxtla Gutiérrez, Mexique              |
| Union de missions du Guatemala                               | 2003              | Guatemala | ciudad de Guatemala, Guatemala         |
| Union de missions d’Amérique centrale du Sud                 | 2003              | Costa Rica, Nicaragua et Panama | Alajuela, Costa Rica                   |
| Union de missions du Honduras                                | 2011              | Honduras | Tegucigalpa, Honduras                  |
| Union de missions du Salvador                                | 2013              | Salvador | San Salvador, Salvador                 |
| Union de missions du Venezuela-Antilles                      | 1927              | Aruba, Venezuela, Bonaire et Curaçao | Barquisimeto, Venezuela                |
| Union de missions du Venezuela de l’Est                      | 2010              | États de l’Est du Venezuela | Maracay, Venezuela                     |

| Division sud-américaine                     | Organisée en 1916 | Territoire                                                                                | Brasilia, Brésil                |
| ------------------------------------------- | ----------------- | ----------------------------------------------------------------------------------------- | ------------------------------- |
| Union de fédérations de l'Argentine         | 2010              | Argentine                                                                                 | Buenos Aires, Argentine         |
| Union de missions de la Bolivie             | 1996              | Bolivie                                                                                   | Cochabamba, Bolivie             |
| Union de fédérations du Centre du Brésil    | 1907              | État de São Paulo                                                                         | Artur Nogueira, Brésil          |
| Union de missions du Centre-Ouest du Brésil | 2005              | États de Goiás, Mato Grosso, Mato Grosso do Sul et Tocantins                              | Brasilia, Brésil                |
| Union de fédérations de l'Est du Brésil     | 1919              | États de Espírito Santo, Minas Gerais et Rio de Janeiro                                   | Niterói, Brésil                 |
| Union de fédérations du Nord du Brésil      | 1936              | États de Amapá, Maranhão et Pará                                                          | Belém, Brésil                   |
| Union de missions du Nord-Est du Brésil     | 1996              | États de Alagoas, Bahia, Ceará, Paraïba, Pernambuc, Piauí, Rio Grande do Norte et Sergipe | Jaboatão dos Guararapes, Brésil |
| Union de missions du Nord-Ouest du Brésil   | 2010              | États de Acre, Amazonas, Rondônia et Roraima                                              | Manaus, Brésil                  |
| Union de fédérations du Sud du Brésil       | 1986              | États de Paraná, Rio Grande do Sul et Santa Catarina                                      | Curitiba, Brésil                |
| Union de missions du Chili                  | 1996              | Chili                                                                                     | Santiago, Chili                 |
| Union de missions de l'Équateur             | 2001              | Équateur                                                                                  | Quito, Équateur                 |
| Union de missions du Pérou du Nord          | 2006              | Pérou                                                                                     | Lima, Pérou                     |
| Union de missions du Pérou du Sud           | 1914              | Pérou                                                                                     | Lima, Pérou                     |
| Union d'églises du Paraguay                 | 2010              | Paraguay                                                                                  | Asuncion, Paraguay              |
| Union d'églises d'Uruguay                   | 2010              | Uruguay                                                                                   | Montevideo, Uruguay             |

### Asie

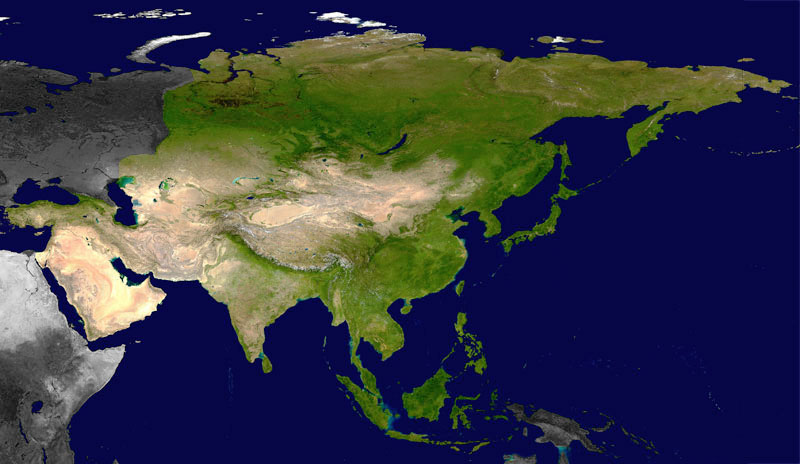
L'Asie

| Division eurasienne                          | Organisée en 1990 | Territoire | Moscou, Russie            |
| -------------------------------------------- | ----------------- | --- | ------------------------- |
| Union de fédérations de la Russie de l’Ouest | 1994              | Régions russes à l’ouest de l'Oural                                                                           | Klimovsk, Russie          |
| Union de missions de la Russie de l'Est      | 1994              | Régions russes à l’est de l'Oural                                                                             | Novossibirsk, Russie      |
| Union de missions du Caucase                 | 2001              | Régions de Adyguée, Tchétchénie, Daghestan, Ingouchie, Kalmoukie, Krasnodar, Ossétie-du-Nord-Alanie et Rostov | Rostov-sur-le-Don, Russie |
| Union d'églises d’Extrême-Orient             | 2008              | Régions de Kamchatka, Khabarovsk et Primorié                                                                  | Khabarovsk, Russie        |
| Union de missions Transcaucasienne           | 2008              | Arménie, Azerbaïdjan et Géorgie                                                                               | Tbilissi, Géorgie         |
| Union de fédérations de l’Ukraine            | 1977              | Ukraine | Kiev, Ukraine             |
| Union de fédérations du Sud                  | 1990              | Kazakhstan, Kirghizistan, Tadjikistan, Turkménistan, et Ouzbékistan                                           | Almaty, Kazakhstan        |
| Union d'églises de la Moldavie               | 2008              | Géorgie | Chișinău, Moldavie        |
| Union d'églises du Belarus                   | 2008              | Biélorussie                                                                                                   | Minsk, Biélorussie        |

| Division d'Asie du Sud                 | Organisée en 1919 | Territoire | Hosur, Inde      |
| -------------------------------------- | ----------------- | --- | ---------------- |
| Union section Nord de l'Inde           | 1919              | États de Bihar, Chhattisgarh, Haryana, Himachal Pradesh, Jammu, Cachemire, Jharkhand, Madhya Pradesh, Pendjab, Rajasthan, Sikkim, Uttar Pradesh, Uttarakhand et Bengale-Occidental | New Delhi, Inde  |
| Union section Nord-Est de l'Inde       | 1984              | États de Arunachal Pradesh, Assam, Manipur, Meghalaya, Mizoram, Nagaland et Tripura                                                                                                | Shillong, Inde   |
| Union section Centre-Est de l'Inde     | 1929              | États de Andhra Pradesh et Odisha | Hyderabad, Inde  |
| Union section Centre-Sud de l'Inde     | 2001              | États de Karnataka et Goa | Bangalore, Inde  |
| Union section Sud-Est de l'Inde        | 1919              | État de Tamil Nadu | Chennai, Inde    |
| Union section Sud-Ouest de l'Inde      | 2000              | État de Kerala | Thrissur, Inde   |
| Union section Ouest de l'Inde          | 2000              | États de Gujarat et Maharashtra | Pune, Inde       |
| Territoire des îles Andaman-et-Nicobar | 1989              | îles Andaman-et-Nicobar | Port Blair, Inde |
| Territoire du Népal                    | 1989              | Népal | Katmandou, Népal |
| Territoire de l’Himalaya de l’Est      | 1989              | Bhoutan | Jaigoan, Népal   |

| Division d'Asie-Pacifique Nord   | Organisée en 1997 | Territoire                                                                | Goyang Ilsan, Corée du Sud |
| -------------------------------- | ----------------- | ------------------------------------------------------------------------- | -------------------------- |
| Union de missions de la Chine    | 1949              | Chine, Chingmen, Hong Kong, Macao, Îles Matsu, Îles Pescadores, et Taïwan | Hong Kong, Chine           |
| Union de fédérations du Japon    | 1917              | Japon                                                                     | Yokohama, Japon            |
| Union de fédérations de la Corée | 1919              | Corée du Nord et Corée du Sud                                             | Séoul, Corée du Sud        |
| Mission de la Mongolie           | 1997              | Mongolie                                                                  | Oulan-Bator, Mongolie      |

| Division d'Asie-Pacifique Sud                  | Organisée en 1997 | Territoire                                                             | Cavite, Philippines         |
| ---------------------------------------------- | ----------------- | ---------------------------------------------------------------------- | --------------------------- |
| Union des sections du Pakistan                 | 1949              | Pakistan                                                               | Lahore, Pakistan            |
| Union de missions du Bangladesh                | 1919              | Bangladesh                                                             | Dacca, Bangladesh           |
| Union de missions de l'Asie du Sud-Est         | 1917              | Brunei, Cambodge, Laos, Malaisie, Singapour, Thaïlande et Viêt Nam     | Singapour, Singapour        |
| Union de missions des Philippines du Nord      | 1917              | Luçon                                                                  | Manille, Philippines        |
| Union de fédérations des Philippines centrales | 1964              | Visayas                                                                | Cebu, Philippines           |
| Union de fédérations des Philippines du Sud    | 1951              | Mindanao et Sulu                                                       | Cagayán de Oro, Philippines |
| Union de missions du Myanmar                   | 1919              | Birmanie                                                               | Rangoun, Birmanie           |
| Union de missions de l'Indonésie de l’Ouest    | 1929              | Java, Kalimantan, îles de la Sonde, Madura et Sumatra                  | Tebet Barat, Indonésie      |
| Union de fédérations de l'Indonésie de l’Est   | 1964              | Nouvelle-Guinée occidentale, Moluques, Sangir, îles Talaud et Sulawesi | Manado, Indonésie           |
| Mission du Sri Lanka                           | 1950              | Sri Lanka                                                              | Colombo, Sri Lanka          |
| Mission de Timor oriental                      | 2009              | Timor oriental                                                         | Dili, Timor oriental        |

| Division d'Asie-Pacifique Sud                  | Organisée en 1997 | Territoire                                                             | Cavite, Philippines         |
| ---------------------------------------------- | ----------------- | ---------------------------------------------------------------------- | --------------------------- |
| Union des sections du Pakistan                 | 1949              | Pakistan                                                               | Lahore, Pakistan            |
| Union de missions du Bangladesh                | 1919              | Bangladesh                                                             | Dacca, Bangladesh           |
| Union de missions de l'Asie du Sud-Est         | 1917              | Brunei, Cambodge, Laos, Malaisie, Singapour, Thaïlande et Viêt Nam     | Singapour, Singapour        |
| Union de missions des Philippines du Nord      | 1917              | Luçon                                                                  | Manille, Philippines        |
| Union de fédérations des Philippines centrales | 1964              | Visayas                                                                | Cebu, Philippines           |
| Union de fédérations des Philippines du Sud    | 1951              | Mindanao et Sulu                                                       | Cagayán de Oro, Philippines |
| Union de missions du Myanmar                   | 1919              | Birmanie                                                               | Rangoun, Birmanie           |
| Union de missions de l'Indonésie de l’Ouest    | 1929              | Java, Kalimantan, îles de la Sonde, Madura et Sumatra                  | Tebet Barat, Indonésie      |
| Union de fédérations de l'Indonésie de l’Est   | 1964              | Nouvelle-Guinée occidentale, Moluques, Sangir, îles Talaud et Sulawesi | Manado, Indonésie           |
| Mission du Sri Lanka                           | 1950              | Sri Lanka                                                              | Colombo, Sri Lanka          |
| Mission de Timor oriental                      | 2009              | Timor oriental                                                         | Dili, Timor oriental        |

### Océanie

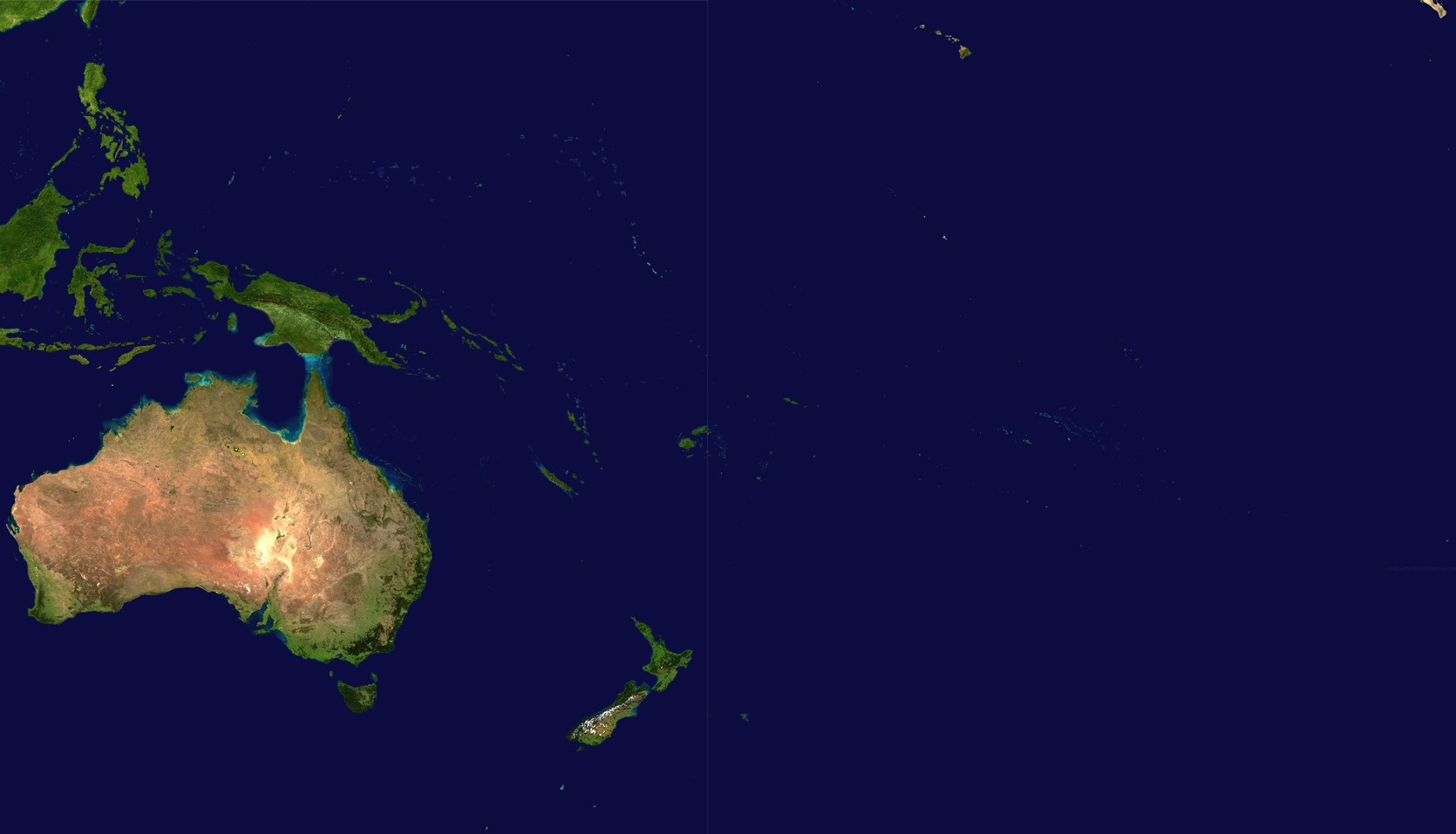
L'Océanie

| Division du Pacifique Sud                             | Organisée en 1922 | Territoire | Wahroonga, Australie           |
| ----------------------------------------------------- | ----------------- | --- | ------------------------------ |
| Union de fédérations d'Australie                      | 2000              | Australie, île de Pâques, Christmas Island, îles Cocos, île Lord Howe, île Norfolk et Tasmanie                                     | Ringwood (en), Australie       |
| Union de fédérations de la Nouvelle-Zélande-Pacifique | 2000              | îles Cook, Polynésie française, île des Pins, îles Loyauté, Nouvelle-Calédonie, Nouvelle-Zélande, Île Pitcairn et Wallis-et-Futuna | Manukau, Nouvelle-Zélande      |
| Union de missions de la Papouasie-Nouvelle-Guinée     | 1949              | Papouasie-Nouvelle-Guinée | Lae, Papouasie-Nouvelle-Guinée |
| Union de missions du Trans-Pacifique                  | 2000              | Samoa américaines, Fidji, Kiribati, Nauru, Niue, Samoa, Salomon, Tokelau, Tonga, Tuvalu et Vanuatu                                 | Suva, Fidji                    |

#### Sources sur les administrations adventistes
- Adventist Directory, annuaire des organisations adventistes.
- Seventh-day Adventist Encyclopedia (2 volumes), Hagerstown, Maryland : Review and Herald Publishing Association, 1996.